# Monoxyde de silicium
« SiO » redirige ici. Pour les autres significations, voir Sio.
Le monoxyde de silicium est un composé chimique de formule SiO, dans lequel le silicium est à l'état d'oxydation +2.

## État standard
Le monoxyde de silicium se présente sous la forme d'un solide vitreux jaune-brun à gris anthracite que les analyses microscopiques et spectroscopiques les plus récentes incitent à décrire comme un mélange inhomogène de dioxyde de silicium SiO2 amorphe et de silicium Si amorphe avec quelques liaisons chimiques à l'interface entre les phases SiO2 et Si,. Il s'agit d'un isolant électrique (diélectrique) et d'un isolant thermique combustible dans l'oxygène O2 et décomposable dans l'eau H2O avec libération d'hydrogène H2 :
SiO + H2O → SiO2 + H2↑.
Il est ainsi sensible à l'humidité et à l'oxydation, sa surface exposée à l'air libre se passivant d'une pellicule protectrice de SiO2 dès la température ambiante, ce qui empêche l'oxydation de se poursuivre à l'intérieur du matériau. Il tend également à se dismuter irréversiblement, en quelques heures entre 400 et 800 °C, bien plus rapidement entre 1 000 et 1 440 °C, bien que la réaction ne soit jamais totale :
2 SiO → Si + SiO2.

## État gazeux
Le monoxyde de silicium est la forme la plus abondante d'oxyde de silicium dans l'Univers. Il a été détecté par spectroscopie autour de jeunes étoiles massives, indiquant notamment la présence d'un puissant vent stellaire. Il s'agit alors de monoxyde de silicium moléculaire à l'état gazeux. De telles molécules ont été piégées sur Terre dans des matrices cryogéniques d'argon refroidies à l'hélium liquide.
La nature de la liaison Si-O dans le monoxyde de silicium n'est pas claire. Mesurée entre 148,9  et   151 pm, elle semble de longueur comparable à celle de la double liaison Si=O dans SiO2, qui est de 148 pm. Cependant, la longueur calculée pour une hypothétique triple liaison Si≡O serait de 150 pm pour une énergie de liaison covalente de 794 kJ·mol-1, permettant d'envisager également une structure électronique comparable à celle du monoxyde de carbone C≡O. Néanmoins, la molécule SiO existe également sous la forme d'oligomères cycliques SiOn, où n est compris entre 2 et 5, dans lesquels des atomes d'oxygène sont liés par double liaison aux atomes de silicium d'un anneau où alternent atomes de silicium et atomes d'oxygène : dans une telle structure, l'oxygène est toujours divalent et le silicium est toujours tétravalent.